# 屈澤霖
屈澤霖（？年—？年），四川省鄰水縣人。曾任廣東省恩平縣、開平縣知縣。

## 生平
乾隆五十三年戊申恩科舉人。歷官珙縣敎諭。嘉慶十年，任恩平縣知縣。十年知縣屈澤霖修城垣馬道，十二年丁卯知縣屈澤霖詳請建復縣署大堂并修儀門。嘉慶十四年，任開平縣知縣。